# Trophée des Grimpeurs 2007
Il Trophée des Grimpeurs 2007, ottantunesima edizione della corsa e valida come evento dell'UCI Europe Tour 2007 categoria 1.1, si svolse il 17 maggio 2007. Fu vinto dal francese Anthony Geslin che terminò la gara in 3h17'14".
Al traguardo 35 ciclisti portarono a termine il percorso.

## Ordine d'arrivo (Top 10)
| Pos. | Corridore        | Squadra         | Tempo    |
| ---- | ---------------- | --------------- | -------- |
| 1    | Anthony Geslin   | Bouygues Tél.   | 3h17'14" |
| 2    | Maxime Médérel   | Auber 93        | a 8"     |
| 3    | Sylvain Chavanel | Cofidis         | s.t.     |
| 4    | Anthony Charteau | Crédit Agricole | a 26"    |
| 5    | Ludovic Turpin   | AG2R Prév.      | a 1'14"  |
| 6    | Arnaud Lesvenan  | Roubaix         | a 1'19"  |
| 7    | Steve Chainel    | Auber 93        | a 2'16"  |
| 8    | Samuel Dumoulin  | AG2R Prév.      | a 2'18"  |
| 9    | Mathieu Sprick   | Bouygues Tél.   | a 2'22"  |
| 10   | Vincent Jérôme   | Bouygues Tél.   | a 2'27"  |